# Chu Hữu Nguyên
Chu Hữu Nguyên (chữ Hán: 朱祐杬, 22 tháng 7, 1476 - 13 tháng 7, 1519), là con trai thứ tư của Minh Hiến Tông Chu Kiến Thâm, cha của Minh Thế Tông Chu Hậu Thông.
Tuy cuộc đời chưa bao giờ làm Hoàng đế nhưng sau khi lên ngôi, Thế Tông Gia Tĩnh Đế đã truy tôn ông thụy hiệu Hoàng đế, bất chấp lời phản đối của một số đại thần muốn Minh Thế Tông phải coi ông là Hoàng thúc, dẫn đến tranh cãi Đại lễ nghị. Năm 1538, ông được truy miếu hiệu là Duệ Tông (睿宗), thụy hiệu là Tri Thiên Thủ Đạo Hồng Đức Uyên Nhân Khoan Mục Thuần Thánh Cung Giản Kính Văn Hiến Hoàng đế (知天守道洪德淵仁寬穆純聖恭簡敬文獻皇帝).

## Tiểu sử
Chu Hữu Nguyên sinh ngày 22 tháng 7, năm 1476, là con trai thứ tư của Minh Hiến Tông Chu Kiến Thâm, mẹ là Thiệu Quý phi (sau được cháu nội là Minh Thế Tông tôn làm Thái hậu), người ở Xương Hóa, Chiết Giang, xuất thân nghèo khổ, nhập cung làm cung nữ, về sau được Hiến Tông sủng hạnh và sinh ra Hữu Nguyên.
Năm 1487, Chu Hữu Nguyên khi 11 tuổi được phong Hưng vương (興王). Năm 1494, đến đất phong ở châu An Lục, Hồ Quảng (nay là huyện cấp thị Chung Tường, Kinh Môn, Hồ Bắc). Ngày 17 tháng 6 âm lịch, năm Chính Đức thứ 14 (1519), Hưng vương qua đời, thụy là Hưng Hiến vương (興獻王).
Năm 1521, Minh Vũ Tông băng hà nhưng không có con nối dõi, nên Nội các thủ phụ Dương Đình Hòa căn cứ theo "Hoàng Minh tổ huấn" tìm người kế vị. Do không còn những người có quyền kế vị gần hơn nên con trai thứ của ông là Chu Hậu Thông có quyền lên ngôi. Đó chính là Minh Thế Tông Gia Tĩnh Hoàng đế.
Năm Chính Đức thứ 15 (1520), ông được an táng tại Tùng Lâm sơn. Sau này con trai ông lên ngôi đã đổi tên thành Thuần Đức sơn, nơi chôn cũng đổi gọi là Hiển lăng.

## Gia thất
Hưng Hiến vương Chu Hữu Nguyên có một chính thất là Tưởng phi, về sau được truy phong làm Từ Hiếu Hiến Hoàng hậu (慈孝獻皇后); một cơ thiếp là Vương thị về sau được tặng làm Ôn Tĩnh Thục phi (温静淑妃). Ông có hai con trai và bốn con gái, lần lượt là:
1. Nhạc Hoài vương Chu Hậu Hi [岳懷王朱厚熙; 7 tháng 7, 1500 - 12 tháng 7, 1500], mẹ là Tưởng phi, chết non.
2. Trường Ninh Công chúa [長寧公主; 26 tháng 11, 1501 - 16 tháng 4, 1504], mẹ là Tưởng phi, chết yểu.
3. Thiệu Hóa Công chúa [善化公主; 21 tháng 7, 1503 - 15 tháng 5, 1512], mẹ là Vương cơ, chết yểu.
4. Vĩnh Phúc Công chúa [永福公主; ? - 1525], mẹ không rõ, ban đầu phong Trường Thọ Quận chúa (长寿郡主), khi Gia Tĩnh Đế kế vị thì được phong làm Trưởng Công chúa (长公主), hạ giá lấy Ổ Cảnh Hòa (鄔景和).
5. Minh Thế Tông Gia Tĩnh Hoàng đế Chu Hậu Thông, mẹ là Tưởng phi.
6. Vĩnh Thuần Công chúa [永淳公主; 1510 - 1540], mẹ là Vương cơ. Hạ giá lấy Tạ Chiếu (謝詔).